# Атаки (Україна)
Ата́ки — село в Україні, у Хотинській міській громаді Дністровського району Чернівецької області.
Село є одним із центрів килимарства на Хотинщині.

## Географія
Наддністрянське село Атаки розташоване в південно-західній частині України за 1,7 кілометрів від Хотина та за 23 кілометра від міста Кам'янець-Подільський на правому березі річки Дністер. Через село проходить автошлях національного значення Н03 Житомир — Чернівці.

### Клімат
Атаки знаходяться в межах вологого континентального клімату із теплим літом, тут весна настає на 2 тижні раніше. Але діяльність людини призводить до поганих змін та глобального потепління.

## Історія

### Етимологія
Назва села походить від молдавського «отак» — «табір; курінь».

### Передісторія
В урочищі Стінка біля села було знайдено зразки найдавніших виробів (рубил) з дністровського кременю. На території села було виявлено рештки мисливських стійбищ, там було виявлено музичний інструмент з оленячого рогу («флейта»), вік якої — понад 15 тис. років.
Також на території було виявлено рештки скотарсько-землеробських поселень.

### Історія після заснування
За даними на 1859 рік у власницькому селі Хотинського повіту Бессарабської губернії, налічувалось 108 дворових господарств, існувала православна церква.
Станом на 1886 рік у царанському[в] селі Рукшинської волості мешкало 607 осіб, налічувалося 110 дворових господарств, існували православна церква та школа.
За переписом 1897 року кількість мешканців зросла до 831 особи (456 чоловічої статі та 375 — жіночої), з яких 704 — православної віри, 123 — юдейської.

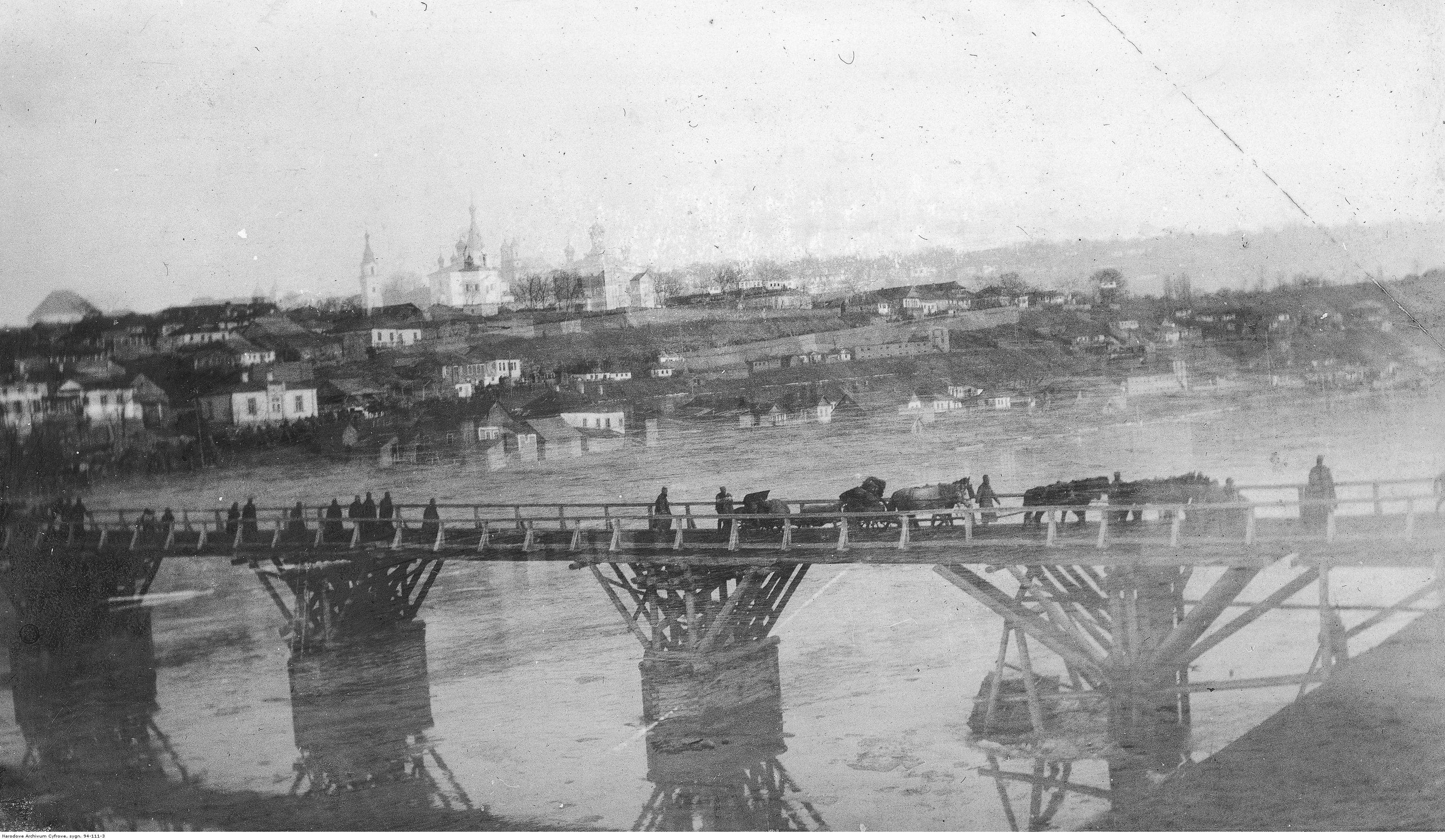
Жванець і дерев'яний міст через Дністер, вид з села Атаки, фото 1915 р.

Поблизу села, у ніч з 9(22) на 10(23) січня 1919 року, розпочалося Хотинське повстання, коли прихильники Директорії Бессарабського національного союзу перетнулися із румунським кавалерійським загоном. Тут же і був розміщений головний штаб повстанців на час останніх боїв. Після перемоги румунських військ село палили три дні, залишивши тільки декілька хат.
По закінченню Другої світової війни село пережило голодомор 1946–1947 років, про що згадувалося у таємному листі секретаря Хотинського райкому КП(б)У Жиленка.
Мешканці села зазнали каральної акції операції «Захід».
З 24 серпня 1991 року село входить до складу незалежної України.
У 2018 році шляхом об'єднання сільських рад, село Атаки увійшло до складу Хотинської міської громади. Об'єднання в громаду має створити умови для формування ефективної і відповідальної місцевої влади, яка зможе забезпечити комфортне та безпечне середовище для проживання людей.

## Населення
За даними перепису населення 2001 року у селі проживали 638 осіб. Рідною мовою назвали:
| Мова       | Кількість осіб | Відсоток |
| ---------- | -------------- | -------- |
| українська | 622            | 97,49%   |
| російська  | 11             | 1,72%    |
| білоруська | 2              | 0,31%    |
| інші       | 3              | 0,48%    |

### Мовні особливості
Село нанесено на «Атлас української мови».

## Економіка
- ТОВ «Ласунка плюс»
- АЗС «Amic Energy»
- Фермерське господарство «Наша Нива»
- ТОВ «АМП Нова Лінія»[17]

## Відомі люди

### Народились
- Іларіон Дунгер — голова Бессарабського національного союзу, а також член постійного комітету Союзу — Директорії[18].
- Пастух Іван Аристархович (1912—1993) — український художник-килимар, засновник Хотинської килимарської артілі.
- Юхим Федотович Лискун (1873—1958) — радянський учений у галузі тваринництва.

## Легенда
Неподалік Атак, на Збручі, лежить славне своєю фортецею село Окопи. Така близькість двох топонімів привела до появи ще у Першу світову війну місцевої приказки про солдата, який: 
|                                                                        | \| «Під час атак сидів у Окопах, а коли рили окопи, бігав в Атаки(село)». \| |
| «Під час атак сидів у Окопах, а коли рили окопи, бігав в Атаки(село)». |                                                                              |

## Галерея

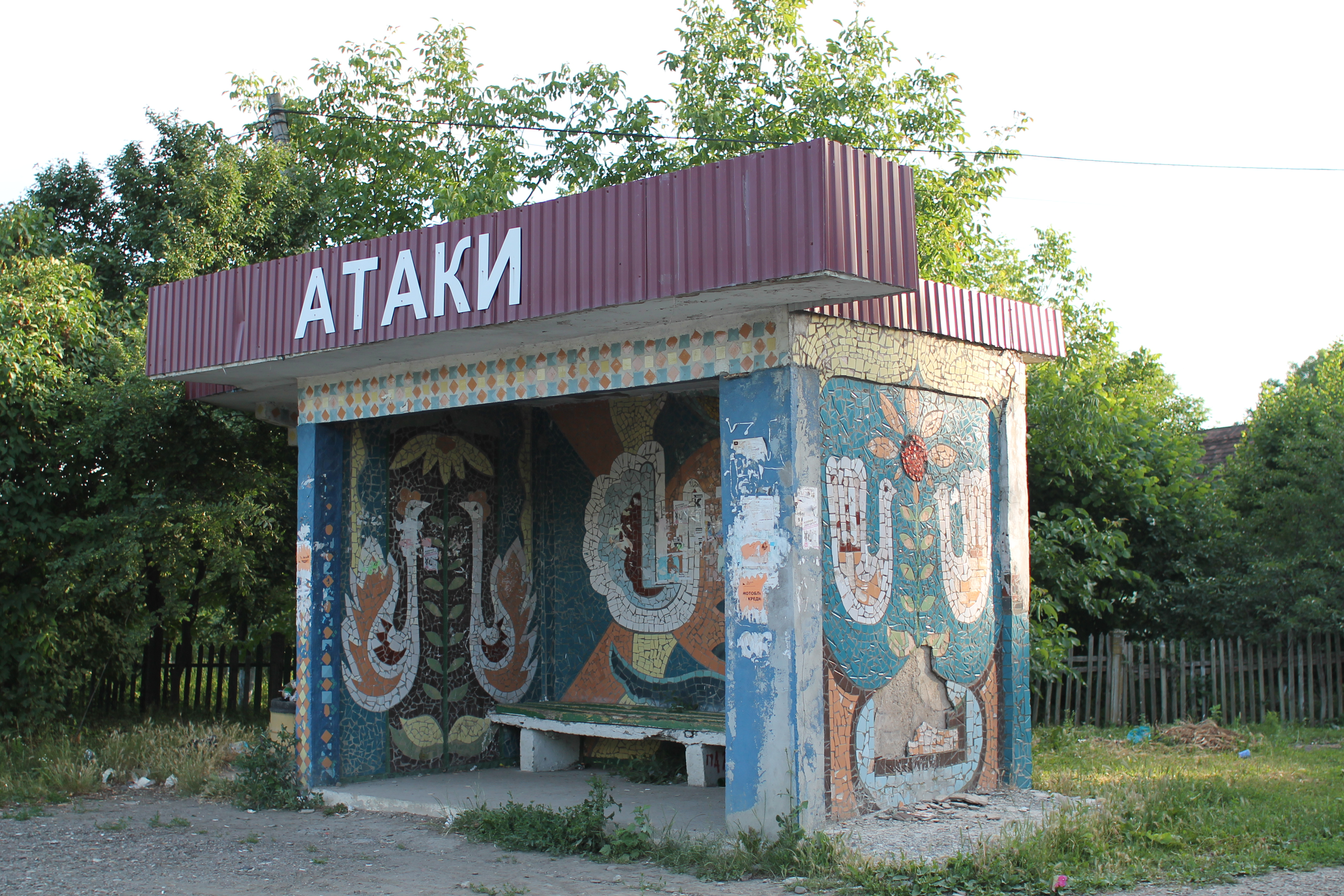
Автобусна зупинка
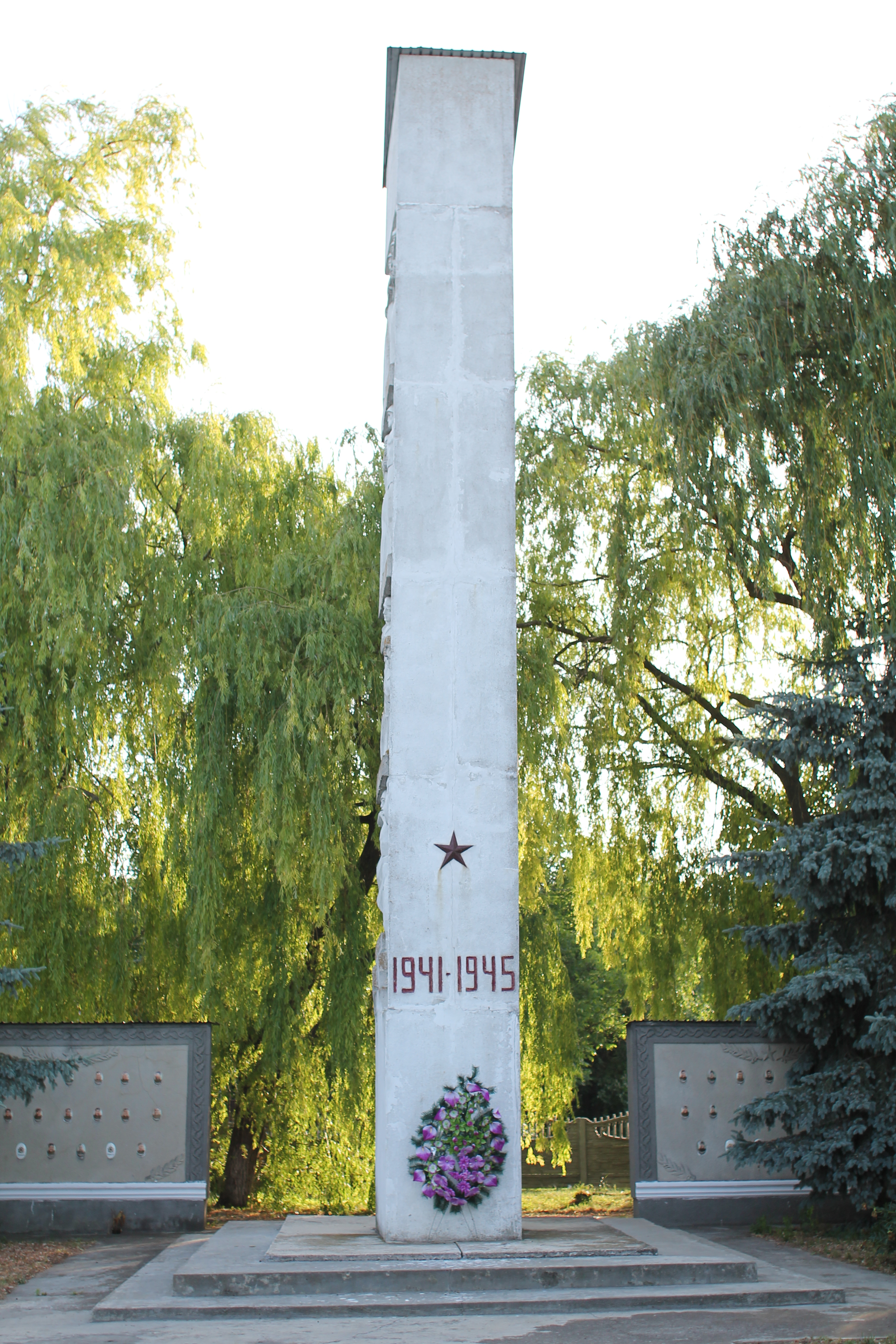
Пам’ятник полеглим у Другій світовій війні
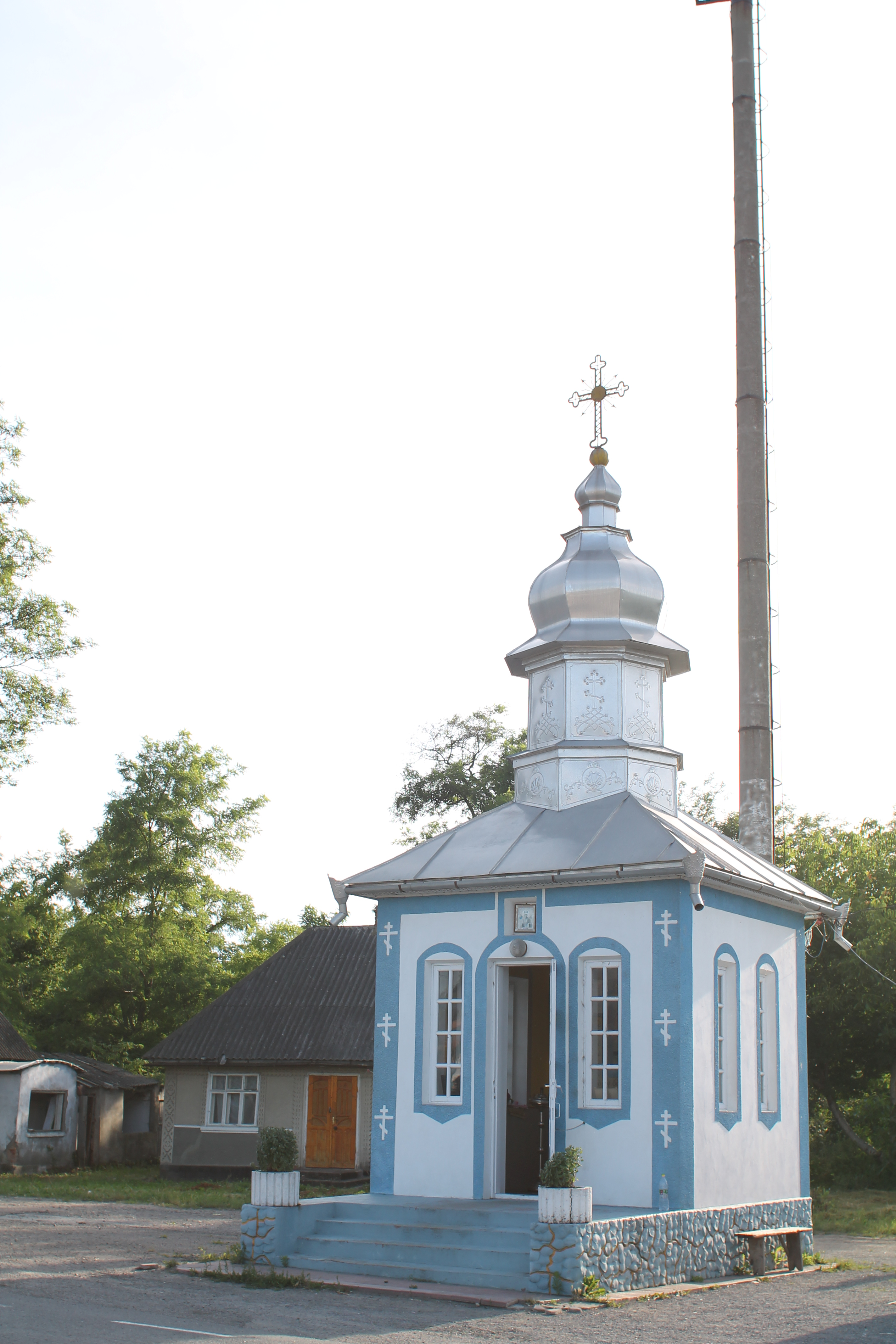
Каплиця
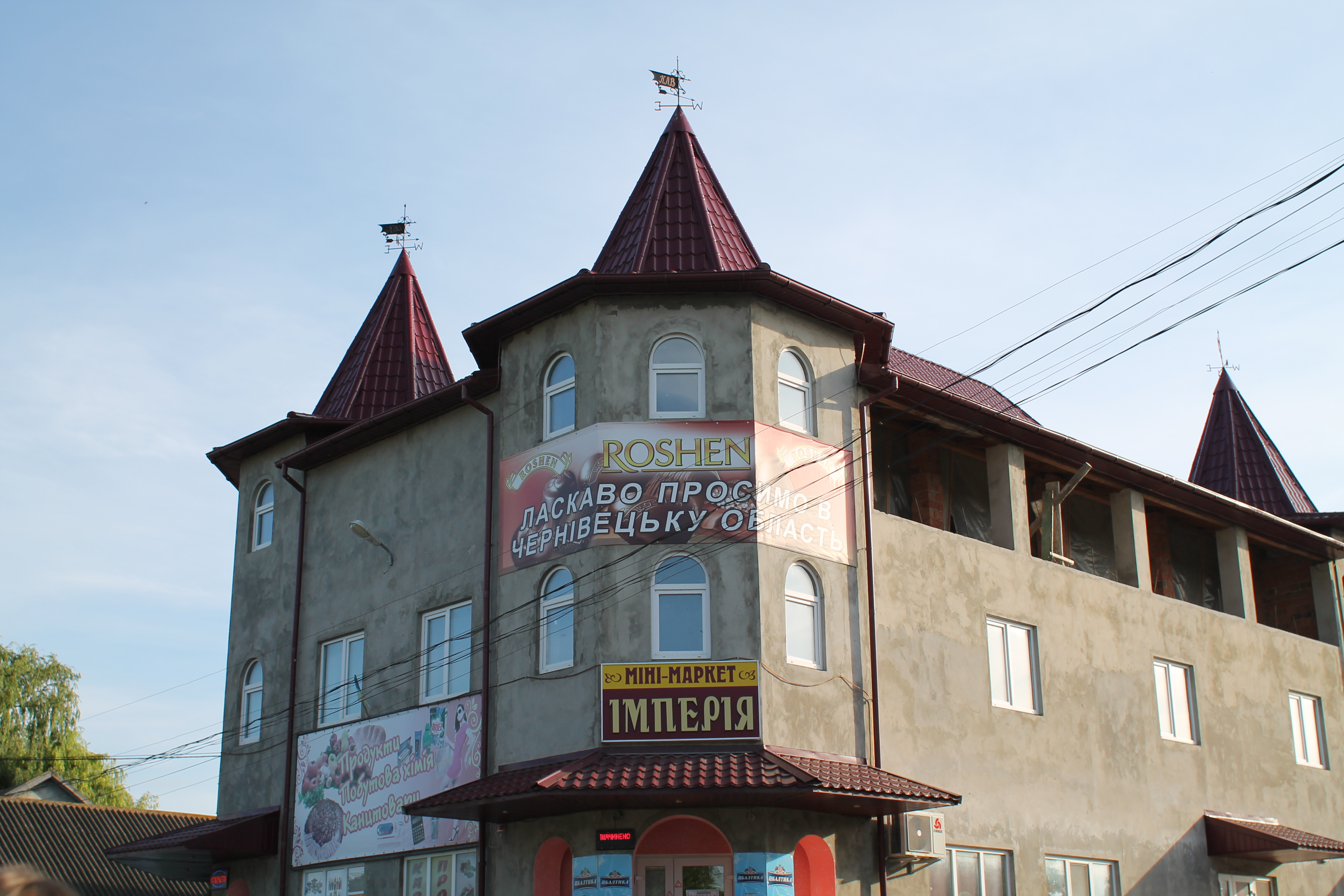
Магазин
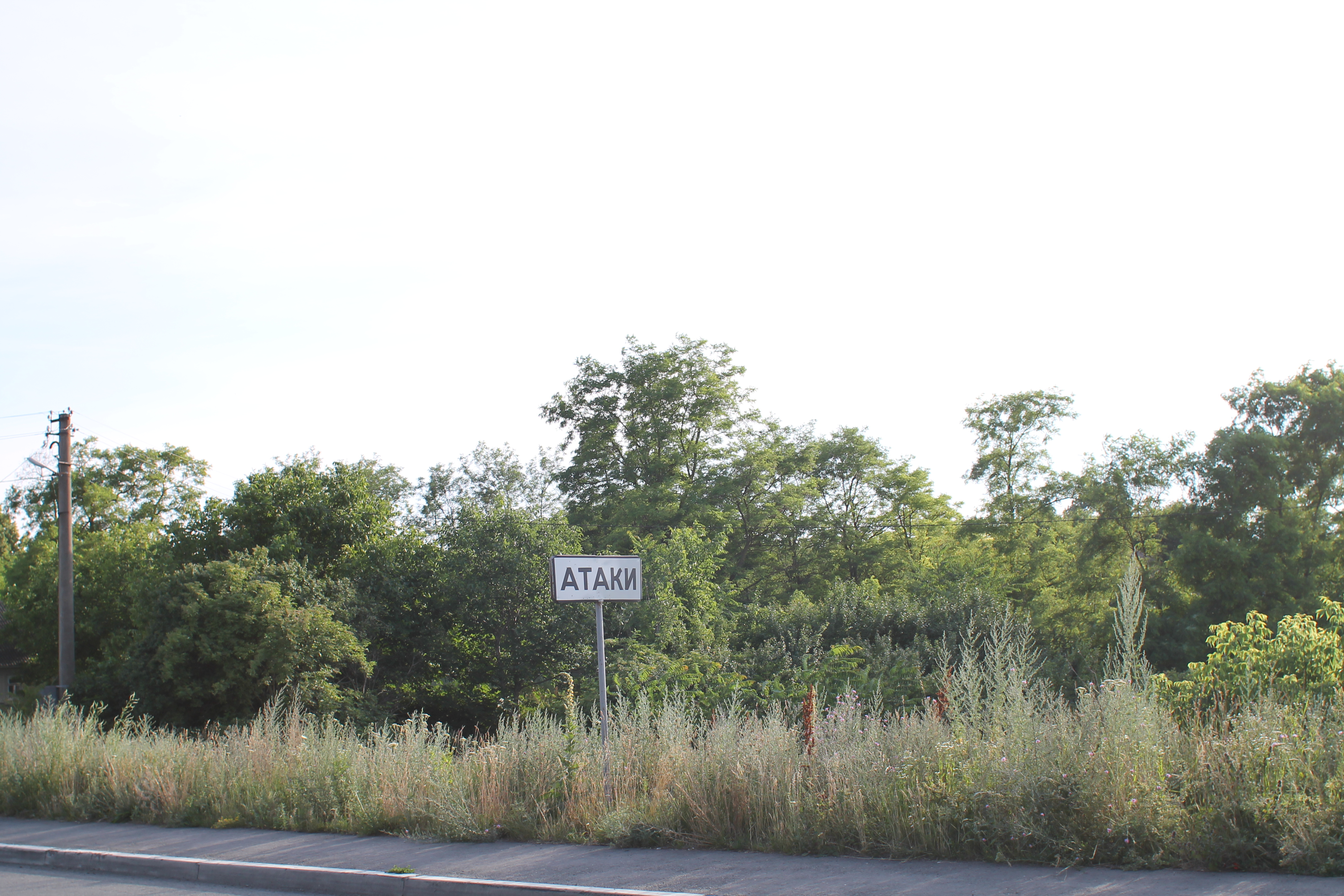
Табличка із назвою села перед в’їздом до села
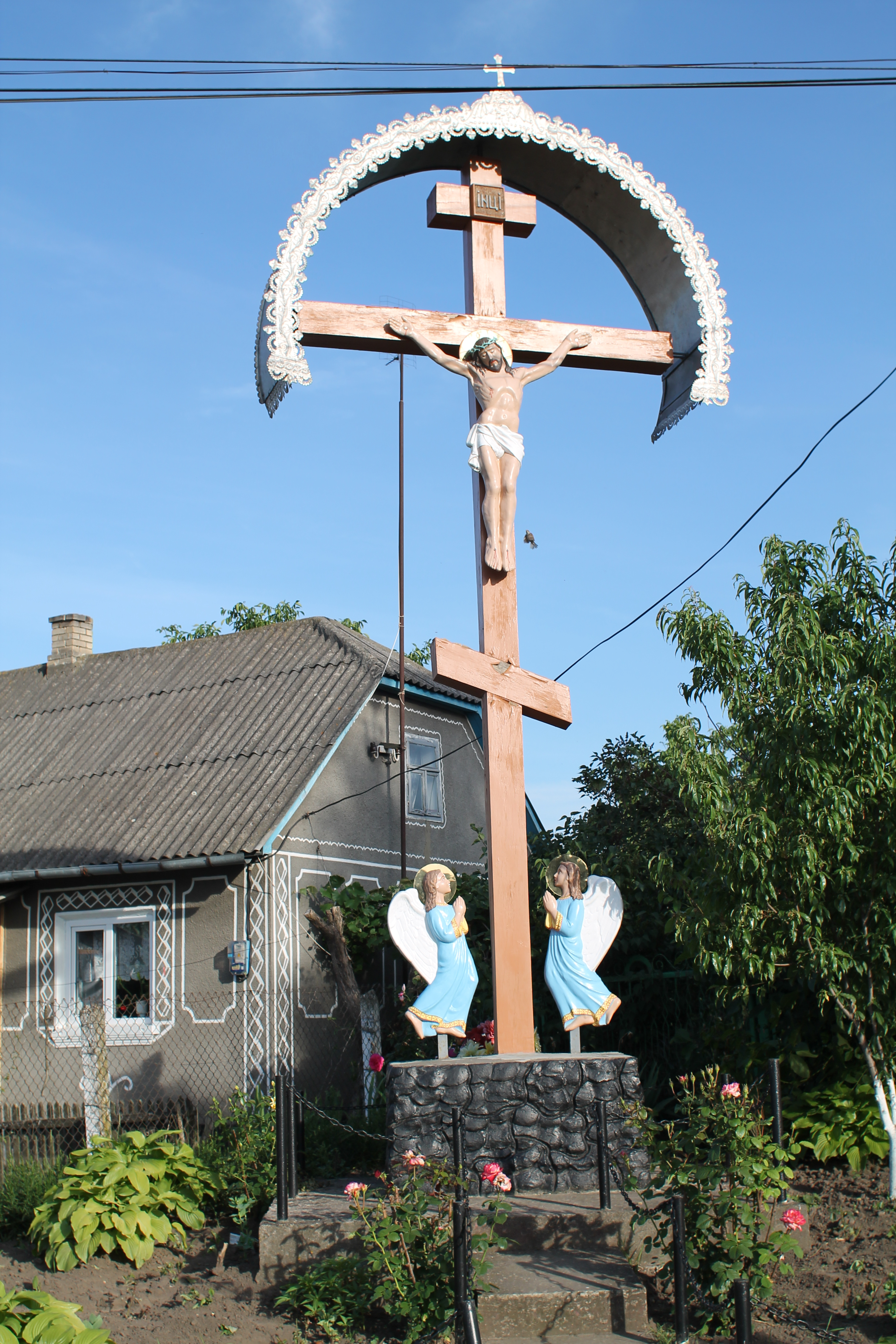
Хрест
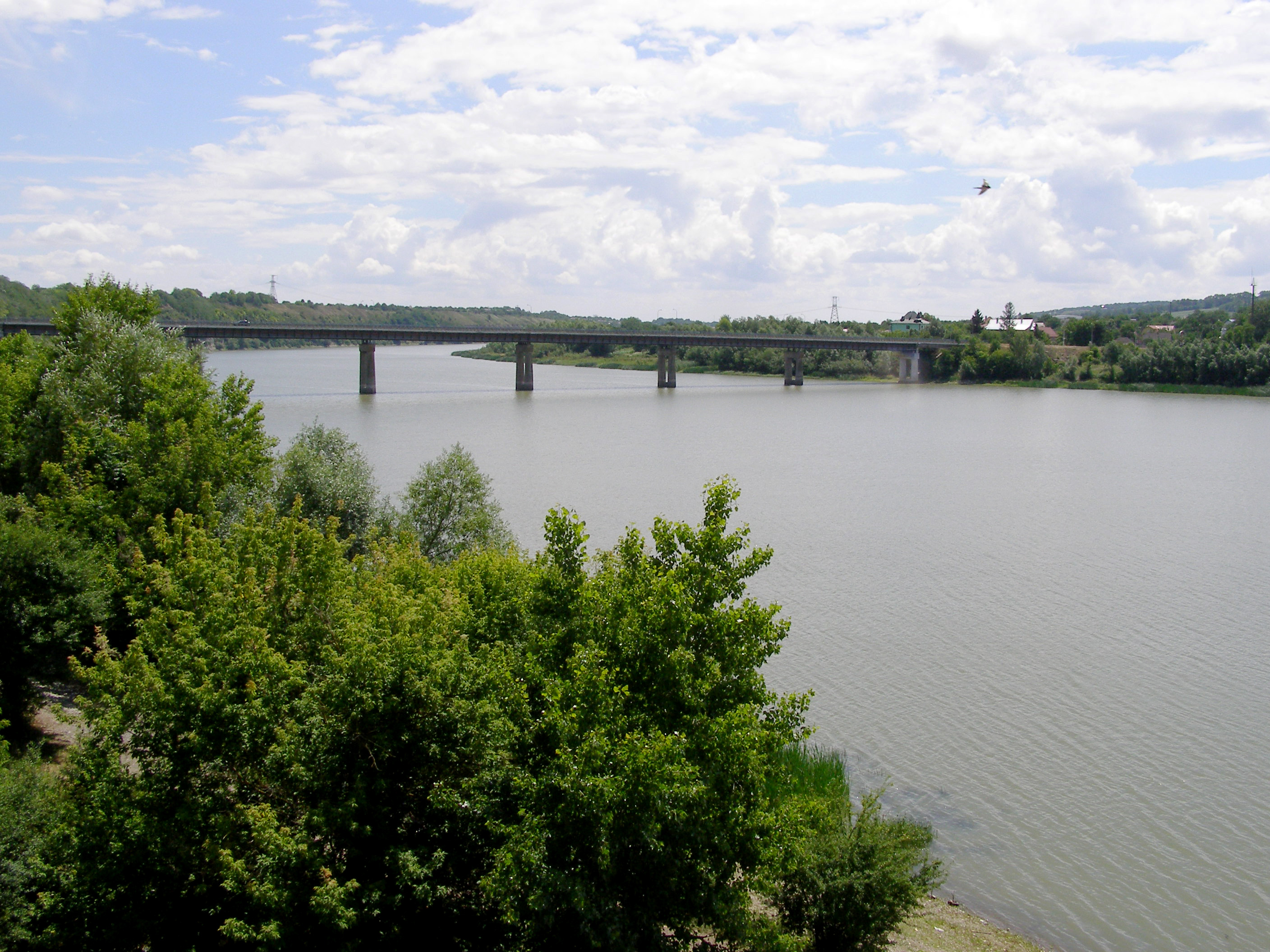
Міст через Дністер веде до села
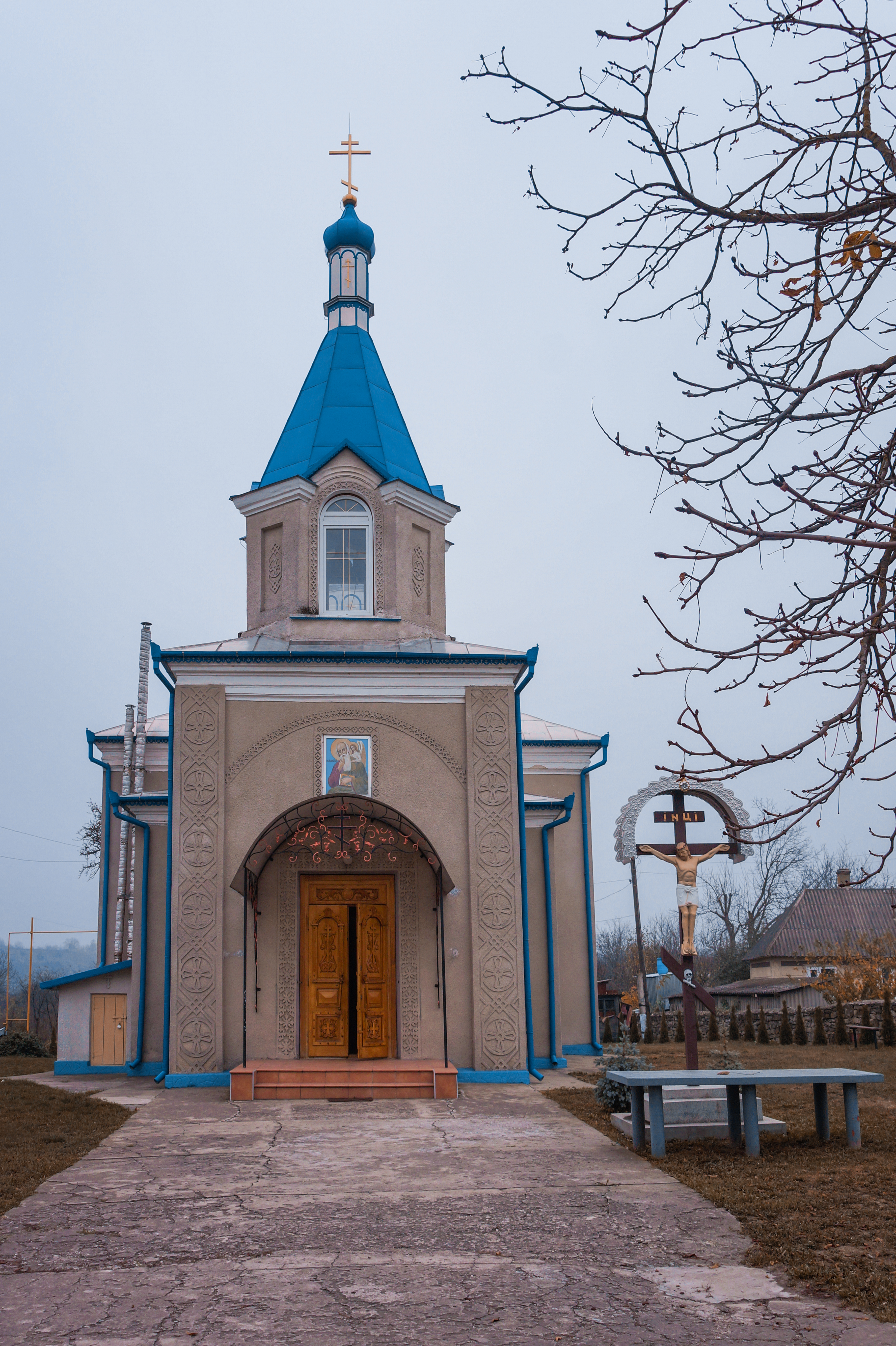
Церква Святого Іоанна Богослова